# Сокольники-Кльоновські
Сокольники-Кльоновські (пол. Sokolniki Klonowskie) — село в Польщі, у гміні Костшин Познанського повіту Великопольського воєводства.
Населення — 62 особи (2011).
У 1975-1998 роках село належало до Познанського воєводства.

## Демографія
Демографічна структура станом на 31 березня 2011 року:
|          | Загалом | Допрацездатний вік | Працездатний вік | Постпрацездатний вік |
| -------- | ------- | ------------------ | ---------------- | -------------------- |
| Чоловіки | 33      | 6                  | 23               | 4                    |
| Жінки    | 29      | 5                  | 20               | 4                    |
| Разом    | 62      | 11                 | 43               | 8                    |